# Zapasy na Letnich Igrzyskach Olimpijskich 1956 – kategoria ponad 87 kg w stylu klasycznym
Zmagania mężczyzn ponad 87 kg to jedna z ośmiu męskich konkurencji w zapasach w stylu klasycznym rozgrywanych podczas Letnich Igrzysk Olimpijskich 1956. Pojedynki w tej kategorii wagowej odbyły się w dniach 3 – 6 grudnia.
Punktacja opierała się na systemie "złych punktów karnych". Zwycięzca otrzymywał zero punktów za wygraną przez "tusz" (łopatki), jeden punkt za wygraną decyzją trzech sędziów. Za przegraną walkę w stosunku 1-2 zawodnik otrzymywał dwa punkty, a za porażkę 0-3 lub łopatki przyznawano 3 punkty karne. Uzyskanie pięciu lub więcej punktów eliminowało zapaśnika z turnieju. Najlepsza trójka walczyła w rundzie finałowej. 

## Klasyfikacja[1]
| Pozycja | Nazwisko           | Kraj              |
| ------- | ------------------ | ----------------- |
| 1       | Anatolij Parfionow | ZSRR              |
| 2       | Wilfried Dietrich  | Niemcy            |
| 3       | Adelmo Bulgarelli  | Włochy            |
| 4       | Hamit Kaplan       | Turcja            |
| 5       | Bertil Antonsson   | Szwecja           |
| 6       | Taisto Kangasniemi | Finlandia         |
| 7       | Andonios Jeorgulis | Grecja            |
| 8       | Jusein Mechmedow   | Bułgaria          |
| 9       | Joseph Zammit      | Australia         |
| 9       | Dale Lewis         | Stany Zjednoczone |

## Wyniki

### Pierwsza runda[2]
| Zwycięzca          | Punkty karne | Wynik        | Przegrany          | Punkty karne |
| ------------------ | ------------ | ------------ | ------------------ | ------------ |
| Hamit Kaplan       | 1            | Decyzja, 3:0 | Adelmo Bulgarelli  | 3            |
| Andonios Jeorgulis | 1            | Decyzja, 3:0 | Joseph Zammit      | 3            |
| Jusein Mechmedow   | 1            | Decyzja, 3:0 | Taisto Kangasniemi | 3            |
| Bertil Antonsson   | 0            | Łopatki      | Dale Lewis         | 3            |
| Anatolij Parfionow | 1            | Decyzja, 2:1 | Wilfried Dietrich  | 2            |

### Druga runda[3]
| Zwycięzca          | Punkty karne | Wynik        | Przegrany          | Punkty karne |
| ------------------ | ------------ | ------------ | ------------------ | ------------ |
| Adelmo Bulgarelli  | 3            | Łopatki      | Joseph Zammit      | 6            |
| Hamit Kaplan       | 2            | Decyzja, 3:0 | Andonios Jeorgulis | 4            |
| Taisto Kangasniemi | 3            | Łopatki      | Dale Lewis         | 6            |
| Wilfried Dietrich  | 2            | Łopatki      | Jusein Mechmedow   | 4            |
| Bertil Antonsson   | 1            | Decyzja, 3:0 | Anatolij Parfionow | 4            |

### Trzecia runda[4]
| Zwycięzca          | Punkty karne | Wynik              | Przegrany          | Punkty karne |
| ------------------ | ------------ | ------------------ | ------------------ | ------------ |
| Adelmo Bulgarelli  | 3            | Łopatki            | Andonios Jeorgulis | 7            |
| Hamit Kaplan       | 3            | Decyzja, 2:1       | Taisto Kangasniemi | 5            |
| Anatolij Parfionow | 4            | Rezygnacja z walki | Jusein Mechmedow   |              |
| Wilfried Dietrich  | 3            | Decyzja, 3:0       | Bertil Antonsson   | 4            |

### Czwarta runda[5]
| Zwycięzca          | Punkty karne | Wynik        | Przegrany        | Punkty karne |
| ------------------ | ------------ | ------------ | ---------------- | ------------ |
| Adelmo Bulgarelli  | 4            | Decyzja, 3:0 | Bertil Antonsson | 7            |
| Wilfried Dietrich  | 4            | Decyzja, 3:0 | Hamit Kaplan     | 6            |
| Anatolij Parfionow | 4            | Bez walki    |                  |              |

### Runda finałowa
| Zwycięzca          | Wynik        | Przegrany                                     |
| ------------------ | ------------ | --------------------------------------------- |
| Anatolij Parfionow | Decyzja, 2:1 | Wilfried Dietrich (zaliczony wynik z I rundy) |
| Anatolij Parfionow | Decyzja, 3:0 | Adelmo Bulgarelli                             |
| Wilfried Dietrich  | Decyzja, 3:0 | Adelmo Bulgarelli                             |